# Bulbobaculites
Bulbobaculites es un género de foraminífero bentónico de la subfamilia Ammobaculininae, de la familia Ammobaculinidae, de la superfamilia Recurvoidoidea, del suborden Lituolina y del orden Lituolida. Su especie tipo es Ammobaculites lueckei. Su rango cronoestratigráfico abarca desde el Valanginiense (Cretácico inferior) hasta el Cretácico superior.

## Discusión
Clasificaciones previas hubiesen incluido Bulbobaculites en la superfamilia Haplophragmioidea, así como en el suborden Textulariina del orden Textulariida, o en el orden Lituolida sin diferenciar el suborden Lituolina.

## Clasificación
Bulbobaculites incluye a las siguientes especies:
- Bulbobaculites lueckei †
- Bulbobaculites callosus †
- Bulbobaculites gilberti †
- Bulbobaculites oviloculus †
- Bulbobaculites problematicus †
- Bulbobaculites sigali †
- Bulbobaculites vermiculus †
- Bulbobaculites willowensis †

Otra especie considerada en Bulbobaculites es:
- Bulbobaculites mutabilis †, de posición genérica incierta